# Jehezkel Katzenellenbogen
Jehezkel Katzenellenbogen, auch Ezekiel Katzenelbogen und gelegentlich Hesekiel Katzenellenbogen (* um 1668 in Litauen; † 8. Juli 1749 in Altona) war ein polnisch-deutscher Rabbiner.

## Leben und Wirken
Jehezkel Katzenellenbogen kam aus einer bekannten Rabbinerfamilie und wirkte zunächst als Rabbiner in Settel (heute in Nordrhein-Westfalen), Rushany und Kėdainiai (in Litauen). Im Jahr 1714 erhielt er auf Empfehlung des Rabbiners Issachar Kohen aus Altona einen Ruf als Oberrabbiner der dortigen Gemeinde. Während der Zeit in Altona geriet er zunehmend in Konflikte. Er empfahl Moses Hagiz einen Bann gegen Nehemia Hayyun aus Amsterdam. In der großen Synagoge sprach er selbst 1726 einen Bann gegen die Sabbatianer aus.
Aufgrund von Fragestellungen zur Halacha geriet Katzenellenbogen in Streit mit Jakob Emden. Der Konflikt währte bis zu seinem Lebensende. Emden bezeichnete Katzenellenbogen nach dessen Tod als Person mit einem zweifelhaften Charakter. Er habe nicht predigen können und sei unwissend gewesen, so der Gelehrte in seiner Autobiografie Megillat Sefer.
Katzenellenbogen verfasste Regeln zur Reihenfolge des Kaddischgebetes, die in der Altonaer Ausgabe der großen Mahzorim zu finden sind. Sein Grab befindet sich auf dem Jüdischen Friedhof Altona. Seine Nachfahren ließen es vor wenigen Jahren restaurieren.